# 八王子空襲

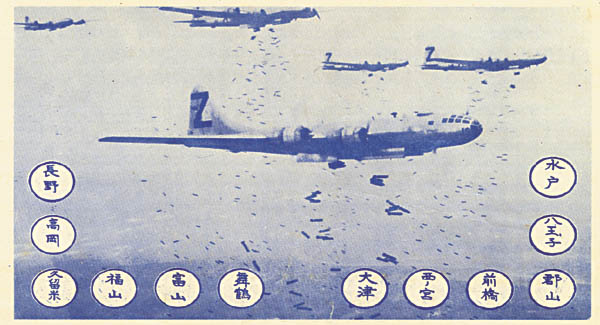
1945年(昭和20年)7月31日に日本全国の都市に投下されたアメリカ軍による空襲予告の伝単。右上に「八王子」の文字が書かれている。

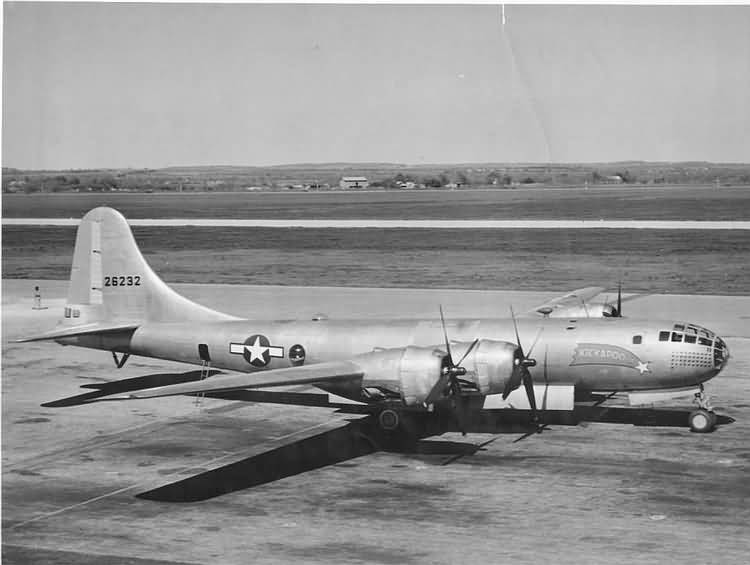
空襲を行ったB-29爆撃機

八王子空襲（はちおうじくうしゅう）は、第二次世界大戦末期の1945年（昭和20年）8月2日未明にアメリカ軍が東京都八王子市と周辺の町村に対して行った空襲である。八王子大空襲（はちおうじだいくうしゅう）とも呼ばれる。B-29の焼夷弾攻撃により市街地の8割が焼失し、約450名が死亡した。

## 空襲理由
- 1945年（昭和20年）8月2日まで八王子市は大規模な空襲を受けていなかった
- 八王子市街の中心に位置する八王子駅は中央線・横浜線・八高線が通っておりアメリカ軍からは東日本における鉄道の重要都市と位置づけられていた。
- 軍需工場の労働者の住居や疎開してきた人が多かった事が空襲の理由となった。

しかし浅川地下工場（浅川地下壕）など軍事施設については把握しておらず、軍事上・経済上の重要度は低かった。

## 空襲の以前
- 1945年（昭和20年）
  - 1月27日、元八王子村城山と恩方村松竹に爆弾7発が落下。人的被害無し。
  - 2月17日、ジャンボリー作戦のためF6F艦上戦闘機が飛来。由木村・由井村で空中戦が行われた。由木村上空の空中戦では零戦がF6Fに体当たりを敢行して撃墜した[3]。
  - 2月17日、加住村梅坪に爆弾が落下。一家6名が死亡する。
  - 4月13日、立川市にある陸軍航空工廠に爆撃が行われ由井村北野にも爆弾が落下、時限爆弾による爆発を含め死者7人を出す。
  - 7月8日、原国民学校（現品川区立伊藤学園）から疎開していた9歳の少年が戦闘機による銃撃を受けて死亡。後に少年の母親が相即寺にある1体の地蔵が息子に似ていることから供養のためにランドセルを背負わせている[4]。

## 空襲の経過

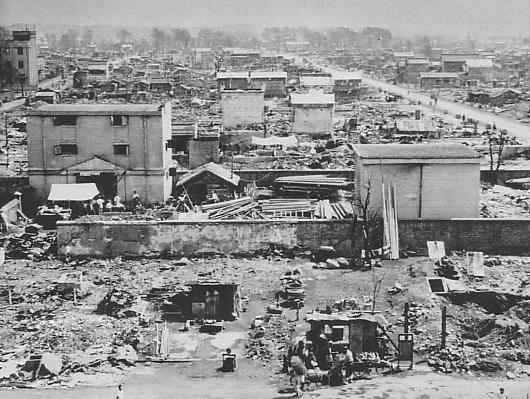
1945年(昭和20年)9月2日撮影
空襲後の八王子市街

- 8月1日の20時20分に警戒警報、20時55分に空襲警報が発令された[5]もののB-29はいっこうに現れず、また午後10時ごろから川崎などが爆撃されているとの情報などが23時頃に入り、市民は八王子に空襲はないと勝手に警戒を解いていた。8月2日の午前0時ごろ、米軍機は伊豆半島から丹沢山を経て八王子に侵入した。その後B-29爆撃機169機が来襲した。

- 先行する爆撃機が0時45分から目標を照らすためM47焼夷弾を投下し、0時48分に主力部隊がM17集束焼夷弾を投下した[6]。2時間にわたって爆撃され市街域の3.6 km2のうち2.9 km2が焼失した。2時間で1600トンの焼夷弾が投下され日本本土空襲では3番目の投下量となった。また市民一人当たりの投下量は10個となった。

- 空襲が予告されたため都内中から消防隊が結集されたが故障車や空襲中に到着した消防車が多かった。市街中心部に水利が少なく消防の能力を超えた火災であった。また応援に駆けつけた消防隊員は地理に暗かったこともあり7名の殉職者を出す結果となった[6]。

## 空襲の被害
- 死者 445人（八王子市以外の旧浅川町なども含める）[7]
- 負傷者 2,000人以上
- 被災人口 70,000人
- 焼失家屋 14,000戸（市街地の80.0%、津大空襲に次ぐ5番目の被害）
  - 焼け残った建物など　田町遊郭、八王子病院（田町遊郭の付属病院）、極楽寺、浅川駅、浅川町立浅川国民学校など
  - 焼失した建物など　 八王子市役所、八王子駅、東八王子駅、多摩相互病院、東京陸軍幼年学校、多摩御陵前駅、帝室林野局東京林業試験場、十王堂（閻魔堂）など
- その他の被害 武蔵陵墓地（大正天皇陵）[8]など

## 慰霊
戦災殉難者は台町にある1965年（昭和40年）10月に建立された富士森公園内の慰霊塔に265人が合祀されている。

## 備考
この日と同じ頃、長岡市（長岡空襲） 、富山市（富山大空襲）、水戸市（水戸空襲）でも空襲があった。また、前日には米軍によって八王子や前述の都市などへの空襲を予告するビラが日本全国に投下された（ページ冒頭の写真を参照）。